# Salzburger Nachrichten
Le Salzburger Nachrichten (SN) est un journal en allemand publié à Salzbourg en Autriche.

## Historique et profil
Le Salzburger Nachrichten a été créé en 1945 par les forces américaines qui occupaient l'Autriche après la Seconde Guerre mondiale,,. Il est ensuite resté longtemps sous le contrôle de la Direction des services d'information des États-Unis.
Le Salzburger Nachrichten est détenu par une entreprise familiale, Salzburger Nachrichten Verlag,. L'éditeur actuel[Quand ?] est Maximilian Dasch Jr. Son siège est situé à Salzbourg,, qui a été conçu par l'architecte italien Gio Ponti. En 2002, le journal était l'un des quatre quotidiens de qualité distribués dans tout le pays, avec Der Standard, Die Presse et le Wiener Zeitung.
Le Salzburger Nachrichten est publié du lundi au samedi en grand format. Le journal présente quotidiennement des nouvelles scientifiques et technologiques. Il a une position chrétienne-libérale et conservatrice.

## Circulation
Le tirage du Salzburger Nachrichten était de 98 000 exemplaires en 2002. Le tirage du journal était de 99 123 exemplaires en 2003. L'année suivante, son tirage était de 96 000 exemplaires.
Son taux de lecture était de 38 % en 2006. Le journal a vendu 98 000 exemplaires en 2007. Son tirage était de 94 329 exemplaires en 2008 et de 91 352 exemplaires en 2009. Le tirage du journal était de 86 494 exemplaires en 2010,. Le journal a vendu 69 867 exemplaires en 2011. Le tirage 2013 du journal était de 79 000 exemplaires.